# Навас-дель-Мадроньйо
Навас-дель-Мадроньйо (ісп. Navas del Madroño) — муніципалітет в Іспанії, у складі автономної спільноти Естремадура, у провінції Касерес. Населення — 1441 особа (2010).
Муніципалітет розташований на відстані близько 270 км на захід від Мадрида, 29 км на північний захід від Касереса.

## Демографія
Динаміка населення (INE ):

## Галерея зображень

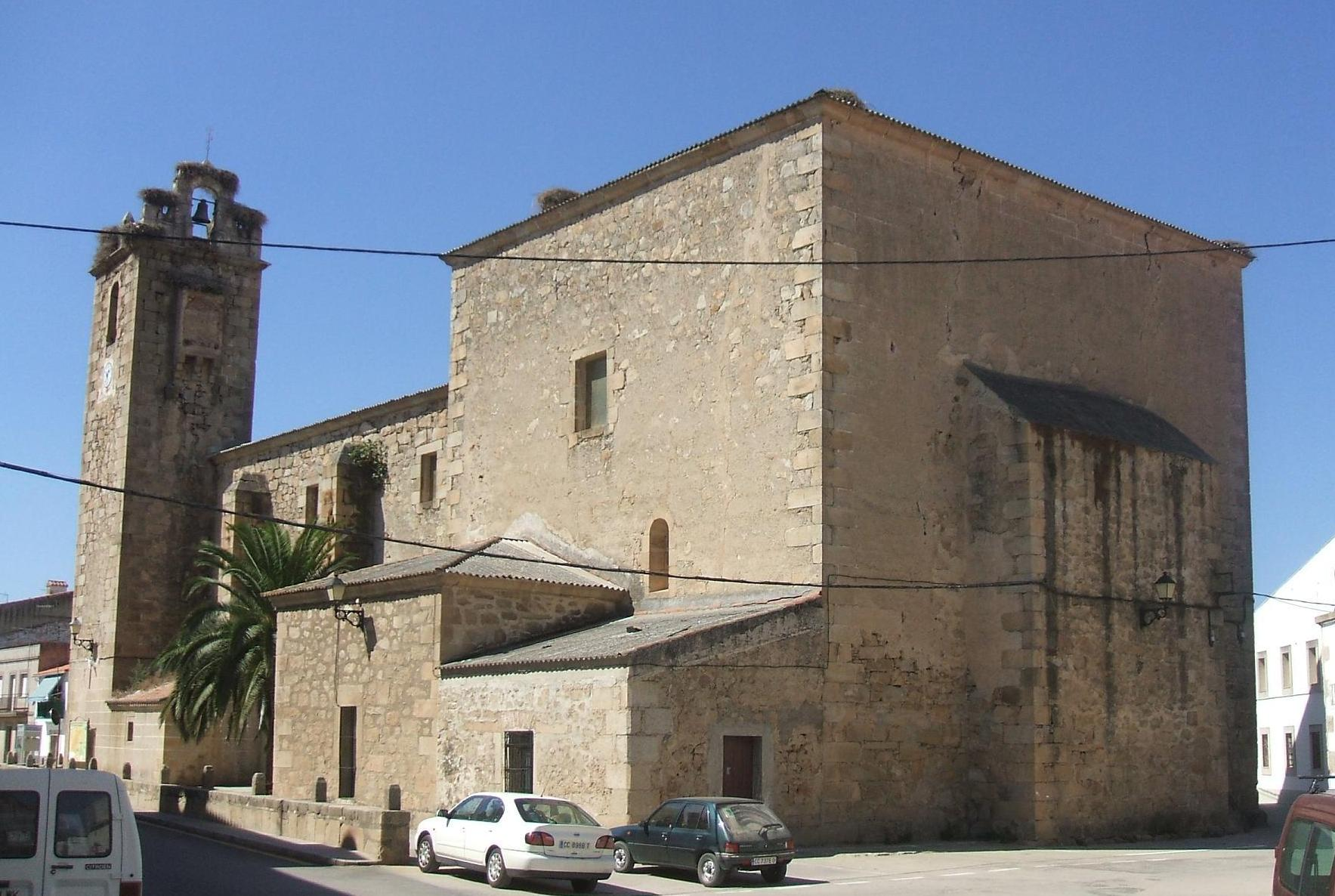
Церква у Навас-дель-Мадроньйо
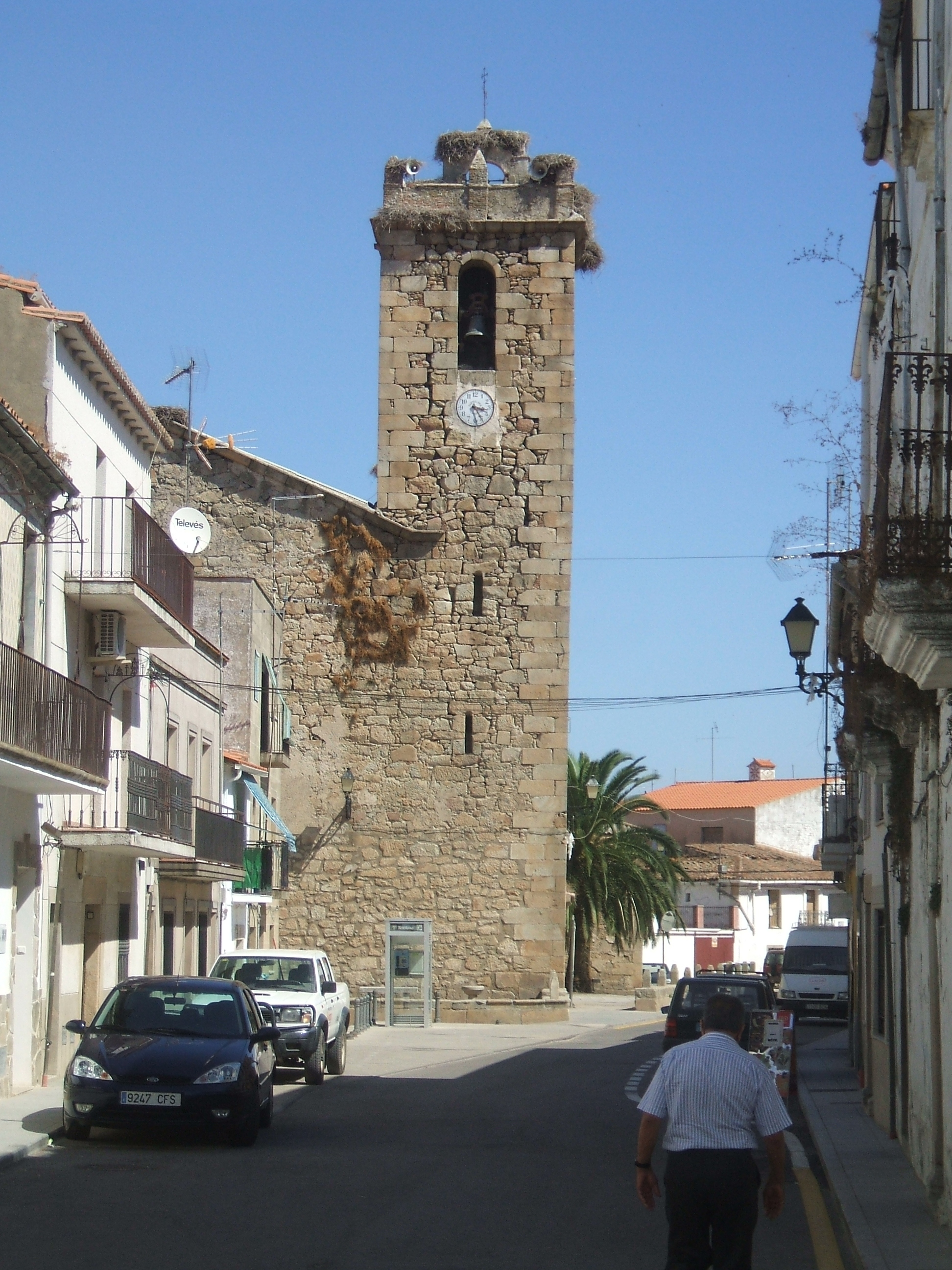
Дзвіниця церкви у Навас-дель-Мадроньйо